# 양동초등학교 단석분교
양동초등학교 단석분교는 대한민국 경기도 양평군 양동면 쌍학리에 있었던 초등학교이다.

## 연혁
- 1945년 3월 31일 양동공립국민학교 단석분교 인가
- 1949년 10월 5일 단석국민학교로 승격인가
- 1957년 4월 1일 6학급 편성
- 1973년 6월 7일 국민교육헌장탑, 유신탑 준공
- 1974년 8월 22일 교가제정(작사 양동고교 이재형교사, 작곡 문교부 최종진)
- 1984년 9월 5일 병설유치원 1학급 개원
- 1996년 3월 1일 단석초등학교로 개칭
- 1999년 3월 1일 삼산분교장 편입
- 2001년 9월 1일 양동초등학교로 편입(양동초등학교 단석분교장, 삼산분교장)
- 2009년 2월 28일 양동초등학교로 통폐합(폐교)